# Бюльциг
Бюльциг (нем. Bülzig) — деревня в Германии, в земле Саксония-Анхальт. Входит в состав города Цана-Эльстер района Виттенберг.
Население составляет 816 человек (на 31 декабря 2006 года). Занимает площадь 15,03 км².
Бюльциг ранее имел статус коммуны. 1 июля 2008 года вошёл в состав города Цана.

## Известные уроженцы
- Райнер Хазелофф — премьер-министр земли Саксония-Анхальт.
- Франк Вартенберг — легкоатлет ГДР.